# Hasszán
A Hasszán arab eredetű férfinév (eredetileg الحسن – al-Ḥasan, de névelő nélkül is), jelentése: szép, jó, kiváló. Figyelem! Az arab eredeti kiejtést tükröző magyaros átírása a Haszan, ami nem összekeverendő a ténylegesen Hasszán módjára ejtendő, az előbbivel rokon névvel (حسّان – Ḥassān). A név kicsinyített alakja a Huszajn (Husszein, Huszein, Huszejn).

## Gyakorisága
Az 1990-es években szórványos név, a 2000-es években nem szerepel a 100 leggyakoribb férfinév között.

## Névnapok
- február 23.[3]

## Híres Hasszánok
- Jakováli Hasszán pasa
- Abu Hasszán
- II. Hasszán marokkói király